# Hermann zu Stolberg-Wernigerode
Hermann Erbgraf zu Stolberg-Wernigerode (* 30. September 1802 in Wernigerode; † 24. Oktober 1841 ebenda) war Anwärter auf die Übernahme der Regierungsgeschäfte in der Grafschaft Wernigerode.

## Leben
Erbgraf Hermann zu Stolberg-Wernigerode war das zweite Kind und der älteste Sohn des Grafen Henrich zu Stolberg-Wernigerode (1772–1854) und der Prinzessin Jenny von Schönburg-Waldenburg (1780–1809). Als Erbgraf wurde er von Kindheit an auf die Nachfolge des Vaters vorbereitet. Er studierte Rechtswissenschaften und trat in den preußischen Staatsdienst ein. Später kümmerte er sich um die Reorganisation des gräflichen Hüttenwesens. 1832 übersiedelte er nach dem Familienbesitz Gedern, um dort die Verwaltung zu reformieren. Ab 1838 lebte er wieder in Wernigerode, wo er auf Wunsch des Vaters die Leitung des Hausbesitzes übernahm. Den Sommer verbrachte seine Familie gewöhnlich im Marienhof in Ilsenburg, den Winter im Schloss Wernigerode. Hermann zu Stolberg-Wernigerode bemühte sich besonders um die Förderung der gräflichen Wirtschaftsbetriebe. Dazu gehörte die Erweiterung des Hüttenwerks in Ilsenburg ebenso wie der Kauf einer Maschinenfabrik in Magdeburg.
Erbgraf Hermann hatte eine sehr moderne Ausbildung erhalten und sich besonders um die Reform des Berg- und Hüttenwesens in der Grafschaft verdient gemacht.

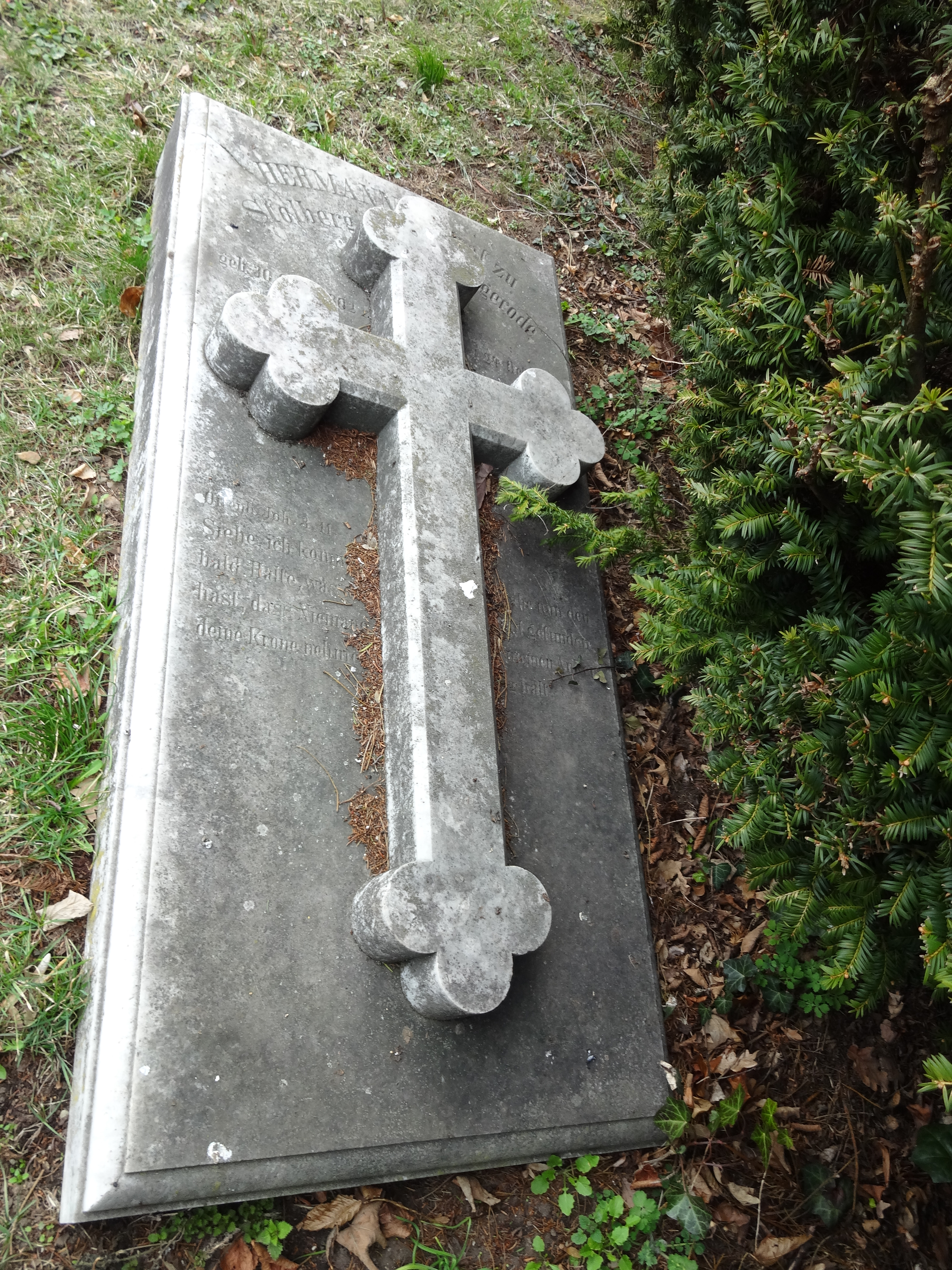
Grabplatte auf dem Schlossfriedhof Wernigerode

Erbgraf Hermann verstarb, erst 39 Jahre alt, aus Verzweiflung über den Verlust seines ältesten Sohnes Albrecht (* 17. Februar 1836; † 23. September 1841). Sein zweiter Sohn war damals erst knapp vier Jahre alt.

## Familie
Am 22. August 1831 hatte er in Michelstadt Gräfin Emma zu Erbach-Fürstenau (* 11. Juli 1811 in Schloss Fürstenau; † 1. Dezember 1889 in Schloss Ilsenburg), Tochter von Graf Albrecht und Gräfin Sophie, geborene Prinzessin zu Hohenlohe-Neuenstein-Ingelfingen geheiratet. Sein Sohn Otto (* 30. Oktober 1837; † 19. November 1896) wurde unter Otto von Bismarck Vizekanzler des Deutschen Reichs. Seine Tochter Eleonore (* 20. Februar 1835; † 18. September 1903), verheiratet mit dem Prinzen Heinrich LXXIV. zu Reuß-Köstritz, machte sich einen Namen als Liederdichterin.